# Rod Hill
Rodrick Hill (Detroit, 14 marzo 1959) è un ex giocatore di football americano statunitense che ha militato nel ruolo di cornerback nella National Football League (NFL) e nella Canadian Football League (CFL).

## Carriera

### Dallas Cowboys
Dopo dei provini privati con l'assistente della difesa Gene Stallings ed essere stato valutato positivamente per le sue abilità atletiche, i Dallas Cowboys scelsero Hill nel corso del primo giro (25º assoluto) del Draft NFL 1982. La squadra lo utilizzò come cornerback nickelback e come kick returner negli special team, ma faticò in entrambi i ruoli. Nel finale di stagione e nei playoff sostituì l'infortunato Ron Fellows.
Hill ebbe delle prestazioni di alti e bassi nei playoff 1982. Contro i Tampa Bay Buccaneers fu sostituito da Monty Hunter, dopo che mancò un placcaggio che permise a Gordon Jones di segnare un touchdown su una ricezione da 49 yard. Nella partita successiva ci fu il suo momento migliore come Cowboy, giocando un ruolo chiave come nickel cornerback nei passaggi nella vittoria per 37-26 contro i Green Bay Packers. Nel terzo quarto inoltre ritornò un kickoff per 89 yard (secondo massimo della storia dei playoff NFL), che portò a un field goal chiave nel quarto periodo, oltre a bloccare un extra point di Jan Stenerud. Al contrario, contro i Washington Redskins si fece sfuggire dalle mani un punt che contribuì alla sconfitta della squadra.
Hill continuò a faticare nel 1983 e perse il ruolo di nickel cornerback a favore di Fellows. Alla fine iniziò anche ad alienarsi le simpatie dei compagni di squadra, così i Cowboys lo scambiarono con i Buffalo Bills per una scelta del quinto giro, una del sesto giro e una del dodicesimo giro. Hill sarà ricordato dai tifosi dei Cowboys come il simbolo delle strategie fallimentari dei draft negli anni ottanta, quando la squadra puntò su molti giocatori a sorpresa.

### Buffalo Bills
Nel 1984 Hill si fratturò una caviglia nella seconda gara della stagione e fu inserito in lista infortunati. Il recupero durò più del previsto e un'altra frattura a una mano lo limitarono a dieci presenze (cinque come titolare) nel 1985. Fu schierato principalmente come punt returner finché non fu svincolato il 14 ottobre 1986.

### Detroit Lions
Il 16 ottobre 1986 Hill firmò con i Detroit Lions per sostituire l'infortunato Bobby Watkins. Vi giocò una partita prima di venire svincolato, dopo di che rifirmò per le ultime due gare per sostituire l'infortunato John Bostic. Fu svincolato il 1º settembre 1987.

### Los Angeles Raiders
Dopo che i giocatori iniziarono uno sciopero dopo il terzo turno della stagione 1987, quelle gare furono cancellate (riducendo il calendario da 16 a 15 partite) e la lega decise che le gare seguenti sarebbero state disputate da giocatori di riserva. Hill firmò per fare parte della squadra delle riserve dei Los Angeles Raiders, soprannominata "Masqueraiders" dai media. Con essi disputò tre gare come cornerback titolare e rimase con la squadra per alcune settimane dopo il termine della sciopero, prima di venire svincolato.

### Winnipeg Blue Bombers
Hill firmò con i Winnipeg Blue Bombers della Canadian Football League nel maggio del 1988, dove divenne un giocatore dominante. Fu il cornerback titolare della squadra per cinque stagioni e con essi disputò due Grey Cup, vincendone una. Nel 1989 e nel 1990 fu convocato per l'All-Star Game. Si ritirò dopo la stagione 1992 come primatista di tutti i tempi dei Blue Bombers per intercetti in carriera (47) e per punt bloccati (8). Nel 1996 fu introdotto nel Winnipeg Football Club Hall of Fame.

## Palmarès

### Franchigia
- Grey Cup: 1

Winnipeg Blue Bombers: 1990

### Individuale
- CFL All-Star: 2

1989, 1990